# Jean Bastié
Pour les articles homonymes, voir Bastié.
Jean Bastié, né le 6 mars 1919 à Toulouse et mort le 9 avril 2018 dans le 14e arrondissement de Paris,, est un géographe et syndicaliste français qui présida la Société de géographie de 1995 à 2009.

## Biographie

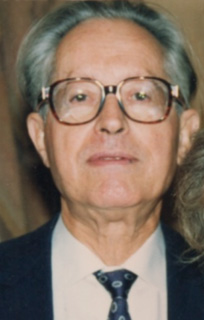
Jean Bastié en 1995.

Instituteur à la veille de la Seconde Guerre mondiale, il est reçu premier au concours d’entrée à l’École normale supérieure de l’Enseignement technique, section EF (lettres-langues) en 1943. À la Libération, militant communiste, il s'engage dans plusieurs organisations syndicales (SNET, FEN). Titulaire du CAPET et de la licence de géographie achevée à la Sorbonne, Jean Bastié est nommé professeur au collège technique d’Aire-sur-l’Adour (Landes) en octobre 1945, puis à celui de Toulouse en octobre 1946. Reçu à l'agrégation en 1952, il obtient son premier poste à l'école Estienne à Paris. En 1956 il est recruté à l’Institut de géographie de la faculté des lettres de Paris comme assistant, devient secrétaire de rédaction des Annales de Géographie et commence à travailler sur une thèse de doctorat d'État sous la direction de Pierre George. Après la soutenance de celle-ci en 1964, il devient professeur de géographie, d'urbanisme et d'aménagement à la faculté des Lettres et Sciences humaines de Nanterre, puis à l'université Paris-Sorbonne et au Centre de recherches et d'études sur Paris et l'Île-de-France, avant de terminer sa carrière en tant que professeur émérite à l'université Paris-Sorbonne.

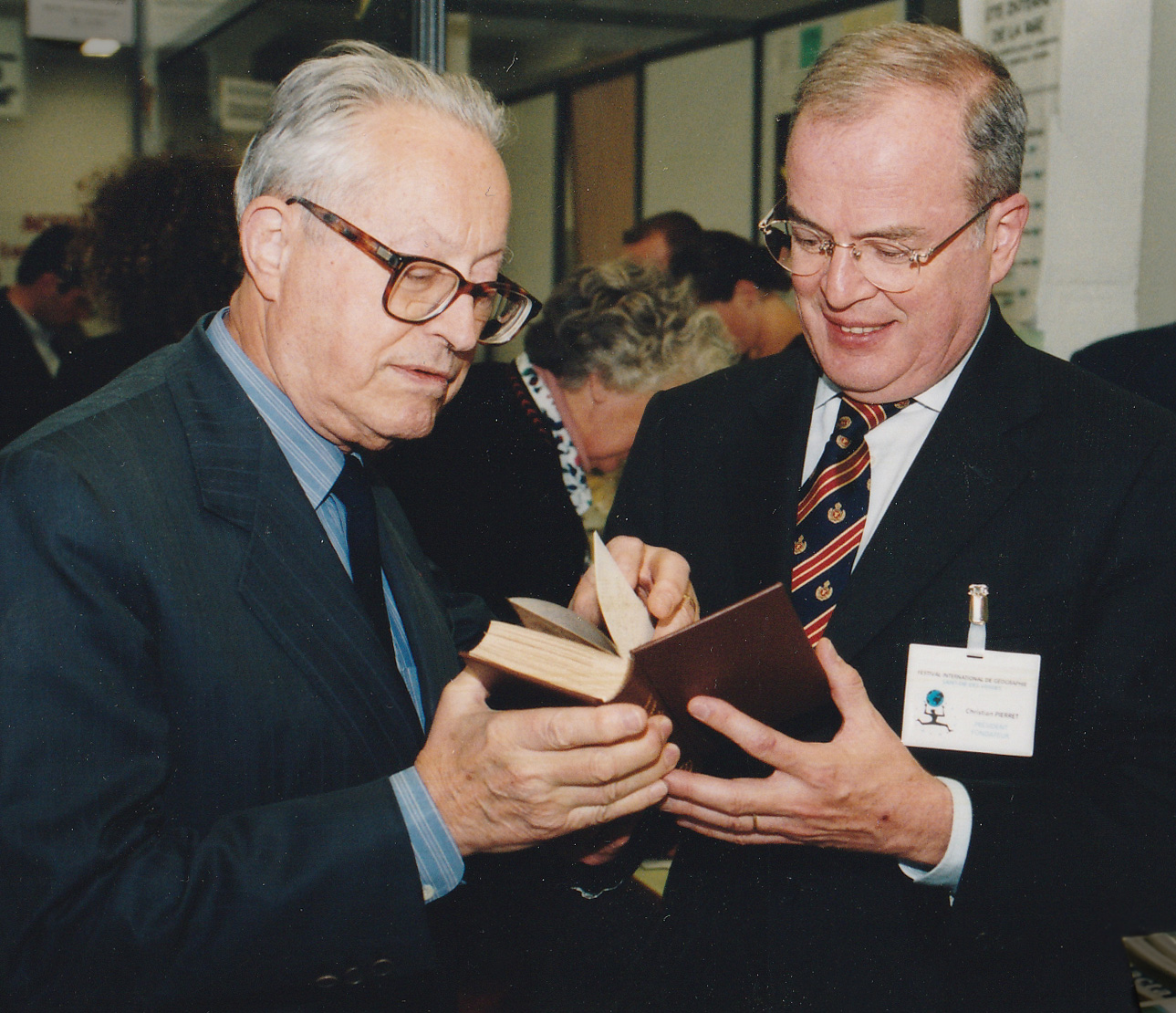
Jean Bastié et Christian Pierret au Festival international de géographie en 2000.

En parallèle il poursuit son engagement syndical et, en 1974, il devient le secrétaire général de la Fédération des syndicats autonomes de l'enseignement supérieur, fonction qu'il conserve jusqu'à sa retraite en 1988.
Trésorier, puis vice-président de la Société de géographie, il en devient le président de 1995 à 2009, dirigeant sa revue trimestrielle, La Géographie.

## Publications
- L'Industrie de la confection à Toulouse (1954)
- Travaux de l'Institut de géographie de Paris réalisés de 1945 à 1962 inclus et relatifs à la géographie urbaine du Bassin Parisien (1962)
- L'Enseignement de la géographie
- Les étapes et les caractères originaux de la croissance et de l'organisation spatiale de l'agglomération parisienne
- La France : région du Sud-Ouest (avec Rolande Trempé et Louis Rieucau, 1954)
- La Population française et le recensement de mai 1954 (1955)
- Capital immobilier et marché immobilier parisiens (1960)
- Paris, demain (1961)
- Bilan de Paris 1962 (1962)
- L'enregistrement de la propriété foncière et de sa valeur en France (1964)
- La croissance de la banlieue parisienne (1964)
- L'Ilot Maubert (1965)
- Étude démographique sur la ville de Paris : Ville de Paris (1965)
- Les grandes villes du monde : Paris : ville industrielle (1970)
- Paris V, Ville industrielle (1970)
- Paris (1972)
- Paris et la région parisienne : atlas pour tous (avec Jacqueline Beaujeu-Garnier, 1972)
- La France, Paris, Ile-de-France, Picardie, Champagne, les pays de Loire (sous la direction de Roger Brunet, avec Yves Babonaux, 1973)
- Métrologie, année 100 (sous la direction de Pierre Giacomo, avec Jean Blouet, Patrice Bouchareine, Louis Faventines, 1975)
- Paris et sa région (avec Astrid Bonijacj et Maximilien Gauthier) (1977)
- L'espace urbain (avec Bernard Désert, 1980)
- Nouvelle histoire de Paris (avec René Pillorget, 1997)
- Nouvelle histoire de Paris 18, Paris de 1945 à 2000 (2000)
- La ville (avec Bernard Désert, 1991)
- La Population de l'agglomération parisienne (1958)
- Paris en l'an 2000 (préface de Paul Delouvrier, 1964)
- Explosion urbaine ,1920-1930, stagnation, 1930-1954, nouvelle poussée, depuis 1954 (1971)
- Paris et l'Ile-de-France au temps de la révolution des chemins de fer et des transformations agricoles : 1836-1880 (1971)
- Paris et l'Ile-de-France au temps d'une industrialisation et d'une urbanisation accélérées : 1881-1920 (1971)
- Géographie du Grand Paris (1984)
- Remise à Jean-Robert Pitte de son épée d'académicien : Sorbonne, salons du rectorat de Paris, le 16 octobre 2008 (2009)

## Sources
- Travaux de géographie fondamentale, Presses universitaires de Franche-Comté